# Espinosa de Juarros
Espinosa de Juarros es una localidad del municipio burgalés de Ibeas de Juarros, en la Comunidad Autónoma de Castilla y León (España). 
La iglesia está dedicada a santa María Magdalena.

## Localidades limítrofes
Confina con las siguientes localidades:
| Noroeste: Castrillo del Val     | Norte: | Noreste: San Millán de Juarros |
| Oeste: Carcedo de Burgos        |        | Este: Cuzcurrita de Juarros    |
| Suroeste Modúbar de San Cibrián | Sur:   | Sureste: Cueva de Juarros      |

## Demografía
Evolución de la población
| Gráfica de evolución demográfica de Espinosa de Juarros entre 2000 y 2017 |
|                                                                           |
| Población de derecho (2000-2017) según el padrón municipal del INE        |

## Historia
Así se describe a Espinosa de Juarros en el tomo VII del Diccionario geográfico-estadístico-histórico de España y sus posesiones de Ultramar, obra impulsada por Pascual Madoz a mediados del siglo XIX:

Lugar con ayuntamiento en la provincia, partido judicial, diócesis, audiencia territorial y capitanía general de Burgos (3 leguas); Situado en el centro de un valle de ½ legua de largo y ¼ de ancho; está combatido por los vientos del N y goza de clima saludable. Tiene unas 12 casas, iglesia parroquial bajo la advocación de Santa María Magdalena, servida por un cura párroco, y varias fuentes en el término de muy buenas aguas. Confina N y E Cuzcurrita y Cueva de Juarros; S Modúbar, y O Castrillo del Val. El terreno, con especialidad el de la parte del valle, es suave, si bien no muy fértil por ser tierra sumamente delgada y arenosa; lo baña un arroyo formado por las aguas que bajan de las alturas en invierno; viéndose alrededor del pueblo bastante arbolado de olmos, chopos y otros arbustos. Los caminos son de pueblo a pueblo; y la correspondencia la reciben de Burgos por algún en-cargado. Producciones: toda clase de cereales, siendo la mayor cosecha la de trigo; ganado lanar, y caza de perdices y liebres. Industria: la agrícola y un molino harinero. Población: 6 vecinos, 21 almas. Capital productivo: 155.010 reales. Imponible: 15.257. Contribución: 333 reales 33 maravedís. El presupuesto municipal asciende a 500 reales que satisfacen los vecinos.
Diccionario geográfico-estadístico-histórico de España y sus posesiones de Ultramar